# Szilvia Mednyánszky
Szilvia Mednyánszky (Győr, 2 de enero de 1971) es una deportista húngara que compitió en piragüismo en la modalidad de aguas tranquilas. Ganó cinco medallas en el Campeonato Mundial de Piragüismo entre los años 1993 y 1995, y una medalla en el Campeonato Europeo de Piragüismo de 1997.
Participó en los Juegos Olímpicos de Atlanta 1996, donde finalizó cuarta en la prueba de K2 500 m, y novena en la prueba de K4 500 m.

## Palmarés internacional
| Campeonato Mundial | Campeonato Mundial        | Campeonato Mundial | Campeonato Mundial |
| Año                | Lugar                     | Medalla            | Evento             |
| ------------------ | ------------------------- | ------------------ | ------------------ |
| 1993               | Copenhague (Dinamarca)    | Medalla de plata   | K2 500 m           |
| 1994               | Ciudad de México (México) | Medalla de plata   | K2 500 m           |
| 1994               | Ciudad de México (México) | Medalla de oro     | K4 200 m           |
| 1994               | Ciudad de México (México) | Medalla de plata   | K4 500 m           |
| 1995               | Duisburgo (Alemania)      | Medalla de bronce  | K4 500 m           |
| Campeonato Europeo |                           |                    |                    |
| Año                | Lugar                     | Medalla            | Evento             |
| 1997               | Plovdiv (Bulgaria)        | Medalla de plata   | K1 500 m           |